# Emil Blomberg
Karl Emil Arne Blomberg (Järfälla, 9 de abril de 1992) es un deportista sueco que compite en atletismo, especialista en las carreras de obstáculos. En los Juegos Europeos de Cracovia 2023 consiguió una medalla de plata en la prueba de 3000 m obstáculos.

## Palmarés internacional
| Juegos Europeos | Juegos Europeos   | Juegos Europeos  | Juegos Europeos   |
| Año             | Lugar             | Medalla          | Prueba            |
| --------------- | ----------------- | ---------------- | ----------------- |
| 2023            | Chorzów (Polonia) | Medalla de plata | 3000 m obstáculos |